# Robert Kraft (Schriftsteller)

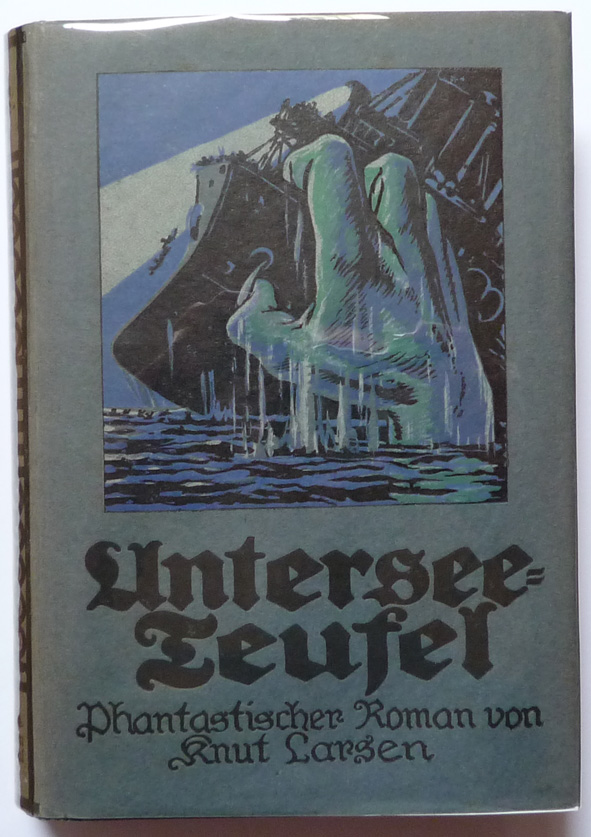
Knut Larsen (Robert Kraft) – Untersee-Teufel, Originalausgabe, 1918, Haupt & Hammon, Radebeul

Emil Robert Kraft (* 3. Oktober 1869 in Leipzig; † 10. Mai 1916 in Haffkrug) war ein deutscher Schriftsteller.

## Leben
Robert Kraft wurde in Leipzig als Sohn eines Weinhändlers geboren. Die Eltern ließen sich früh scheiden, und der Sohn riss infolge der strengen Atmosphäre im Elternhaus oft aus. Vom Gymnasium wurde er infolge seiner Fehlstunden relegiert. Anschließend absolvierte er auf Anordnung seines Vaters eine Lehre als Schlosser und besuchte ab 1887 die Königliche Höhere Gewerbeschule in Chemnitz.
1889 stahl er seinem Vater eine Geldsumme und wurde kurze Zeit später dafür inhaftiert. In Hamburg heuerte er auf dem Schiff „Shakespeare“ an, das vor Grönland kenterte. Nach der Rettung aus Seenot fuhr er auf weiteren Schiffen und gelangte schließlich 1890 nach Ägypten, wo er mit Gelegenheitsarbeiten sein Leben fristete und mit einer einheimischen Frau in der Wüste zusammenlebte. Um nach Konstantinopel zu gelangen, fuhr er als blinder Passagier auf einem Schiff mit und erkrankte unterwegs an der Cholera.
Das deutsche Konsulat in Konstantinopel forderte ihn auf, möglichst bald seinen Militärdienst abzuleisten. So kam er nach Wilhelmshaven und diente drei Jahre in der kaiserlichen Marine. Nach eigenen Angaben verbrachte er die meiste Zeit in einem Lager für ausgemusterte Bücher aus Schiffsbibliotheken und fand dabei genügend Zeit zum Lesen. Anschließend zog es ihn erneut nach Ägypten, um Wüstenjäger zu werden. Dort kam es in der libyschen Wüste zu Begegnungen mit Rifai-Derwischen, in deren Verlauf er sich intensiv mit übersinnlichen Phänomenen beschäftigte. Gleichzeitig musste er sich eingestehen, dass er für ein abenteuerliches Leben fern europäischer Annehmlichkeiten nicht geschaffen war.
Als in Deutschland die Aussöhnung mit seinem Vater scheiterte, zog er nach London und heiratete 1895 Johanna Rehbein. Das Paar hatte zwei Töchter. Durch deutsche Bekannte ergaben sich Kontakte zum Münchmeyer-Verlag in Dresden, in dessen Auftrag er Kolportageromane verfertigen sollte. Die Zusage des Verlags führte 1896 zur Heimkehr nach Deutschland. Als später sein Vater starb, erbte er dessen beachtliches Vermögen. Mit seiner Familie reiste er 1902 nach Monte Carlo, anschließend nach London und brachte innerhalb eines Jahres sein gesamtes Vermögen wieder durch. Mittellos zog er erneut nach Deutschland, um Kolportage zu schreiben, lebte in Kleinzschachwitz bei Dresden, Friedrichshagen, Bad Schandau, Dresden und Hamburg.
Am 10. Mai 1916 starb Robert Kraft im Alter von 46 Jahren in Haffkrug an einem Magenleiden. Seine Ehefrau und seine beiden Töchter blieben mittellos zurück.
Nach Krafts Tod erwarb der Karl-May-Verleger E. A. Schmid alle Rechte an Krafts Werken, um sie in dem ebenfalls zu diesem Zweck erworbenen Verlag Haupt & Hammon ab 1918 postum zu verlegen.

## Künstlerisches Schaffen
Krafts Kriminalromane, Abenteuerromane und phantastische Romane spielen in verschiedenen Teilen der Erde. Im Gegensatz zu Karl May, mit dem er oft verglichen wird, kannte er die meisten dieser Schauplätze aus persönlicher Anschauung. Von seinem Verlag wurde er als „deutscher Jules Verne“ vermarktet.
Dabei griff Kraft auf eine Vielzahl von Quellen zurück. Wie unzählige Anspielungen und Zitate nahelegen, dürfte er nicht nur die Werke von Jules Verne, sondern auch die von Alexandre Dumas dem Älteren, Henry Rider Haggard, H. G. Wells, Friedrich Wilhelm Mader und einen großen Teil der klassischen Weltliteratur gekannt haben. Gerade seine enzyklopädische Belesenheit macht Kraft zum letzten großen Vertreter des deutschen Kolportage- und Sensationsromans, der bei ihm (etwa auf den 4300 Seiten seiner „Vestalinnen“) zu einer Art Apotheose der Abenteuerwelt des 19. Jahrhunderts gerät. Dafür nutzte Kraft alle damals gängigen Formen und Varianten der volkstümlichen Prosa. Die typische Wildwest-Geschichte à la Karl May ist in seinem Werk ebenso vertreten (5. Band „Vestalinnen“), wie Elemente des Horrors („Loke Klingsor“), der Science-Fiction („Wenn ich König wäre“), der mysteriösen exotischen Novelle mit überraschender Wendung („Die Abgottschlange“,) des Kriminalromans („Detektiv Nobody“) und der Reisebeschreibung („Schnelldampfer Mikrokosmos“).
Kraft gelingt es, aus der eigentlich flachen, sensationslüsternen Sklavenarbeit des Kolportageromanschreibens eine eigene, sehr kreative Technik zu entwickeln, die bewusst versucht, Tagträume durch meditative Techniken spontan und unmittelbar in den Schreibfluss zu integrieren (siehe seine Skizze „Nächtliches Ahnen“). Darauf beruht eine der großen Stärken seiner Romane: dass sie nämlich – ungewöhnlich im Kolportagefach – schwer vorhersehbar sind und immer echte Überraschungen bieten. In den glücklichsten Momenten erreicht er pointierte Verschiebungen von der Qualität seines britischen Zeitgenossen Saki. Die Schattenseite seiner impulsiven Technik liegt auf der Hand: Handlungsstränge können versanden, Sprünge im Geschehen wirken gerade im Spätwerk mitunter recht unplausibel. Die späten Kolportageromane imponieren zwar durch eine schier unerschöpfliche Phantasie und groteske, ja psychedelische Visionen, erschöpfen sich aber oft auch in diesen Bildern; die handelnden (Neben-)Personen bleiben schematisch und in ihrem Typus austauschbar.
Obwohl Kraft ein im Grunde konservativer Erzähler war, der sich durchaus – ähnlich wie Karl May – mit dem deutschen Kaiserreich und dessen Weltmachtbestrebungen identifizierte, finden sich doch immer auch kritische und satirische Töne bei Kraft; rassistische Tendenzen gibt es vor allem noch im Frühwerk (z. B. in „Um die indische Kaiserkrone“). Herauszuheben sind dagegen sein ungewöhnlich vehementer Einsatz für den Feminismus (etwa in „Ein neuer Lederstrumpf“) und seine Sympathie für den Buddhismus (besonders ausgeprägt in „Sonnenkinder“).
Einige seiner Bücher wurden 50 Jahre nach seinem Tod im Rahmen der Buchreihe Welt der Abenteuer und ab 1996 in der Edition Ustad erneut in leicht bearbeiteter Form veröffentlicht.

## Bibliografie

### Romanreihen
- Aus allen Welttheilen. 1898.
- Aus dem Reiche der Phantasie. 1901.
- Schnelldampfer „Mikrokosmos“. Realistische Bordnovellen. 1904.
- Im Zeppelin um die Welt. 1909.

### Romane
- Die Vestalinnen. 1895.
- Das Mädchen aus der Fremde. 1896. Auch als: Um die indische Kaiserkrone. Erlebnisse eines Deutschen im Lande der Wunder. 1905.
- Vier Frauen und nur ein Mann. 1898.
- Das Schwert des Damokles. 1899.
- Ungleiche Naturen. 1901.
- Der Schlüssel zum Paradies. 1901.
- Die Nibelungen. 1902. Neuauflage als: Goldschiff und Vulkan. Bamberg 1963, Karl-May-Verlag.
- Jochen der Taugenichts oder Matrosenliebe zu Wasser und zu Lande. 1902.
- Ein moderner Lederstrumpf. 1902.
- Erlebnisse eines dreizehnjährigen Knaben bis zum Jünglingsalter auf seinen Seereisen. 1902.
- Die Templer vom Ringe. Roman aus dem amerikanischen Logenleben . 1903.
- Sonnenkinder. 1903.
- Detektiv Nobody's Erlebnisse und Reiseabenteuer. 1904–1906. Neuausgabe in 11 Bänden: Hildesheim 2012–2014, Benu Verlag, Hörbuch.
- Wir Seezigeuner. Erlebnisse des Steuermanns Richard Jansen aus Danzig. 1907. Neuausgabe in 4 Bänden: Bamberg 1964–1968, Karl-May-Verlag.
- Die neue Erde. 1910. Neuausgabe: Bamberg 1996, Edition Ustad im Karl-May-Verlag.
- Atalanta. Die Geheimnisse des Sklavensees. 1911. Neuausgabe in 5 Bänden: Lüneburg 2015–2016, Dieter von Reeken
- Das Gauklerschiff. Die Irrfahrten der Argonauten. 1912.
- Das zweite Gesicht oder Die Verfolgung rund um die Erde. 1913.
- Die Abgottschlange. 1916.
- Untersee-Teufel. 1919. Neuausgabe: Hildesheim 2017, Olms Verlag.
- Loke Klingsor. Der Mann mit den Teufelsaugen. Bearbeitet von Johannes Jühling. 1927. Neuausgabe in 4 Bänden: Lüneburg 2016, Dieter von Reeken.
- Die Schatzkammer Pharaos. 2000.

### Erzählungen
- Guten Morgen, Vielliebchen. 1895.
- Fünf Wochen in der Heilsarmee. 1895.
- Japanische Matrosen. 1895.
- Die barmherzige Schwester. 1895/1897.
- Wir winden dir den Jungfernkranz. 1895/1897.
- Ein geheimnißvolles Räthsel. 1896.
- Der Medizinmann. 1896.
- Eine englische Wette. 1897.
- Ein stummes Opfer. 1898.
- Das Totenschiff. 1998.
- Nur eine Negerin. 1899.
- Die Katzenfarm. 1899.
- Der Stern des Heils. 1899.
- Schwimmunterricht bei der kaiserlichen Marine. 1899.
- Die Traumapotheke. 1899.
- Ein kerngesunder Mensch. 1899.
- Ein Freundschaftsdienst. 1899.
- Busa. 1899.
- Im „Weißen Roß“. 1900.
- Ein Abenteuer in den deutschen Kolonien. 1900.
- Die Seeschlange. 1901.
- Das Glück von Colonrock oder Der Seehund und die kluge Frau. 1901.
- D.D. 1901.
- In der Kolonie. 1902.
- Zweimal getäuscht. 1902.
- Atalanta. 1902.
- Drei helle Fenster. 1904.
- Das Seegespenst. 1910.
- Hokapoka duplikata. 1911.
- Die Dame ohne Erinnerung. 1911.
- Diana mit dem Goldregen. 1912.
- Fräulein Seutbeers Geist. 1912.
- Der Hauptmann von Batavia. 1912.
- Die Geisterhand von Black Castle. 1912.
- Auf der Kommandobrücke. 1912.
- Unsere Hochzeitsnacht. 1913.
- Der Sultan von Berlin. 1913.
- Das Brathuhn und die Zwiebeln. 1913.
- Der schwedische Matrose. 1914.
- Japanische Matrosen (1914). 1914.
- In Walhalla. 1914.
- Ein seltsamer Schuß. 1914.
- Die Kriegskatze. 1914.
- Der Weihnachtsmann. 1914.
- Wie ich als Schiffskoch fuhr. 1912/1915.

### Sammlungen und Werkausgaben
- Die Roulette. Novellen. 1904.
- Die Augen der Sphinx. Gesammelte Erzählungen und Romane. 1908. Auswahlausgabe von 3 Bänden: Bamberg 1996, Edition Ustad im Karl-May-Verlag.
  - Nächtliches Ahnen
  - Im Panzerautomobil um die Erde
  - Die Rätsel von Garden Hall
  - Die Wildschützen vom Kilimandscharo
  - Der Herr der Lüfte
  - Das Hohelied der Liebe
  - Die Nihilit-Expedition
  - Novacasas Abenteuer
- Gesammelte Erzählungen und Romane. 1909/1910.
  - Der Graf von Saint-Germain
  - Wenn ich König wäre
  - Das Glück von Robin Hood
  - Die Arbeiten des Herkules
  - Im Aeroplan um die Erde.
- Robert Kraft – gesammelte Romane und Novellen. Edition Braatz & Mayrhofer, 2001 ff.
  - Band 0: Sonderausgabe Aus dem Reiche der Phantasie
  - Band 1: Der Schlüssel zum Paradies
  - Band 2: Die Templer vom Ringe Band 1
  - Band 3: Die Templer vom Ringe Band 2
  - Band 4: Die Abgottschlange u. a. Enthält:
    - Robert Kraft, der Verfasser unseres neuen Romans „Die Abgottschlange“, schreibt uns über seinen Lebensgang
    - Die Abgottschlange
    - Nur eine Negerin
    - Das Totenschiff
    - Ein Abenteuer in den deutschen Kolonien
    - In der Kolonie
    - Ein stummes Opfer
    - Marokkanische Gaukler

  - Band 5: Ungleiche Naturen u. a. Enthält:
    - Ungleiche Naturen
    - Guten Morgen
    - Vielliebchen
    - Unsere Hochzeitsnacht

  - Band 6: Im Zeppelin um die Welt
  - Band 7: Die Nibelungen Band 1
  - Band 8: Die Nibelungen Band 2
  - Band 9: Sonnenkinder
  - Band 10: Schiffsnovellen Band 1. Enthält: Schnelldampfer Mikrokosmos
  - Band 11: Schiffsnovellen Band 2. Enthält:
    - Der Stern des Heils
    - Wie ich als Schiffskoch fuhr
    - Drei Monate unter Japanischen Matrosen
    - Der schwedische Matrose
    - Japanische Matrosen (1895)
    - Japanische Matrosen (1914)
    - Das Totenschiff
    - Auf der Kommandobrücke
    - Schwimmunterricht bei der kaiserlichen Marine
    - Fünf Wochen in der Heilsarmee
    - Die Seeschlange
    - Das Glück von Colonrock oder Der Seehund und die kluge Frau
    - Jochen der Taugenichts oder Matrosenliebe zu Wasser und zu Lande
    - Das Seegespenst
    - Ein seltsamer Schuß

  - Band 12: Aus allen Weltteilen. Mit den Erzählungen:
    - Um die Erde
    - Das Nebelschiff
    - Die schwimmende Insel
    - Yermak der Kosakenhauptmann und Der Waldteufel, librivox
    - Die Katzenfarm
    - Der Sultan von Berlin
    - Der Weihnachtsmann
    - Das Brathuhn und die Zwiebeln
    - Atalanta
    - Die rote Athletin
    - Der Medizinmann
    - Der Perlenfischer auf der Insel Ceylon

  - Band 13: Erlebnisse eines dreizehnjährigen Knaben Band 1
  - Band 14: Erlebnisse eines dreizehnjährigen Knaben Band 2
  - Band 15: Die Roulette, Die Traumapotheke und andere Erzählungen. Mit den Erzählungen:
    - Im Paradies der Hölle
    - Monsieur Automate
    - Lila Nachtschatten
    - Santa Madonna
    - Zweimal getäuscht (identisch mit „Aus London dunklen Gassen“)
    - Eine englische Wette
    - Die barmherzige Schwester
    - Bismarck, der Sultan von Berlin
    - Die Traum-Apotheke
    - Ein Freundschaftsdienst
    - In den Goldfeldern von Klondike
    - Ein kerngesunder Mensch
    - Busa
    - Im „Weißen Roß“
    - Aberglauben im modernen England
    - D. D.
    - Drei helle Fenster
    - In Walhalla
    - Die Kriegskatze

  - Band 16: Die Arbeiten des Herkules. Erzählungen. Ephemera. Mit den Erzählungen:
    - Die Arbeiten des Herkules
    - Hokapoka duplikata
    - Wie Du Dich bettest, so wachst Du auf!
    - Die Dame ohne Erinnerung
    - Diana mit dem Goldregen
    - Die Geisterhand von Black Castle
    - Fräulein Seutbeers Geist
    - Der Hauptmann von Batavia
    - Aus der Wahrheit Feuerspiegel lächelt sie den Forscher an
    - Merkwürdige Vorkommnisse aus dem Leben eines früheren Seemannes
    - Brief von Robert Kraft an Wilhelm Hübbe-Schleiden
    - Ideenaneignung
    - Vom Matrosen zum Romancier
    - Ein kaltes Bad
    - Der Sachse auf dem Schlachtfelde
    - Die Papiertüte
    - Aus dem Leben des Admirals de Ruyter
    - Wie Cornelius Vanderbilt reich wurde
    - Warum Bob nicht heiratete
    - Wie John D. Rockefeller Millionär wurde
    - Fischbraterei für die ärmeren Klassen im Whitechapel-Viertel in London
    - Zwei Lieder

  - Band 17: Die Schatzkammer Pharaos. Das Schwert des Damokles

## Radio
- Pulp Fiction im Kaiserreich: Der Kolportage-Schriftsteller Robert Kraft, Freistil-Feature von Georg Seeßlen und Markus Metz, Erstsendung am 23. August 2020 im DLF, Regie: Matthias Kapohl